# Fatal Fury 2
Fatal Fury 2, выходившая в Японии под названием Garo Densetsu 2: Aratanaru Tatakai — видеоигра в жанре файтинг, выпущенная компанией SNK в 1992 году для аркадной и домашней платформ Neo Geo, а затем перенесённая на несколько других домашних систем. Это продолжение Fatal Fury: King of Fighters и вторая игра во франшизе Fatal Fury. В 1993 году была выпущена её обновлённая версия, Fatal Fury Special.
Игра известна тем, что в ней появились Ким Гап Хван, первый тхэквондист и первый корейский персонаж в файтингах, и Маи Ширануи одна из талисманов SNK, их главный секс-символ и одна из самых известных женских персонажей видеоигр. Оба персонажа стали главными героями будущих игр серии Fatal Fury, а также серии The King of Fighters.

## Игровой процесс
Fatal Fury 2 — вторая часть серии 100-Mega Shock от компании SNK, которая предложила игрокам улучшенную графику и геймплей по сравнению с предшественницей Fatal Fury: King of Fighters. Система управления претерпела изменения и стала полностью использовать возможности четырёх кнопок Neo-Geo, предоставляя четыре варианта атаки (лёгкий удар рукой, лёгкий удар ногой, сильный удар рукой и сильный удар ногой). Дополнительно была введена возможность быстрого отступления от противника путём двойного нажатия джойстика назад.

## Сюжет
События игры разворачиваются через год после Fatal Fury: King of Fighters и гибели Гиса Говарда. Загадочный аристократ становится спонсором нового турнира «Король бойцов». В этот раз соревнования проходят по всему миру с участием как ветеранов, так и новичков, сражающихся друг с другом. По мере прохождения одиночного режима таинственный аристократ начинает побеждать участников первой игры Fatal Fury в поисках человека, ответственного за поражение Гиса.

## Отзывы
| Иноязычные издания | Иноязычные издания                           |
| Издание            | Оценка                                       |
| ------------------ | -------------------------------------------- |
| CVG                | 80 % (Mega Drive)                            |
| EGM                | 31/40 (Neo Geo) 33/40 (SNES) 38/50 (Genesis) |
| Famitsu            | 29/40 (PC Engine) 27/40 (Mega Drive)         |
| GameFan            | 369/400 (Neo Geo)                            |
| GamePro            | 5/5 (Neo Geo) 4/5 (Genesis) 3,5/5 (SNES)     |
| Nintendo Power     | 3,5/5 (SNES)                                 |
| Sinclair User      | 91 % (Neo Geo)                               |
| Sega Power         | 83 % (Mega Drive)                            |

### Коммерческий успех
В Японии журнал Game Machine в выпуске от 1 февраля 1993 года отметил Fatal Fury 2 как наиболее успешный аркадный автомат месяца. Впоследствии игра стала второй по доходности аркадной игрой в Японии за 1993 год, уступив только Street Fighter II: Hyper Fighting. В Северной Америке, согласно данным журнала RePlay, Fatal Fury 2 занимала четвёртое место по популярности среди аркадных игр в феврале 1993 года, а по данным Play Meter — тринадцатое место в марте 1993 года.
Версия для Super Famicom возглавила японский чарт продаж Famitsu в декабре 1993 года.

### Современные обзоры
Fatal Fury 2 получила преимущественно положительные отзывы западных игровых критиков после выхода. В обзоре версии для Neo Geo журнал GamePro отметил «насыщенный действием» игровой процесс, сложность «на уровне Street Fighter», «отличную» графику персонажей и анимацию, «плавно прокручивающиеся» фоны и «фантастическое» звуковое сопровождение. По мнению издания, игра являлась «впечатляющим продолжением», которое «стоит в одном ряду с лучшими файтингами».
GamePro также положительно оценил версию для Mega Drive за поддержку шестикнопочного контроллера и графику персонажей. Рецензенты отметили, что музыкальное сопровождение оказалось невыразительным, однако подчеркнули, что игра «достоверно воспроизводит версию для Neo Geo и значительно превосходит первую Fatal Fury на Mega Drive». В обзоре версии для Mega Drive журнал Electronic Gaming Monthly (EGM) раскритиковал звуковые эффекты, но в целом пришёл к выводу, что «наличие всех бойцов, всех арен и дополнительных опций, отсутствовавших в аркадной версии (например, настройки скорости), делает проект ещё одной качественной адаптацией игры с Neo Geo».
В обзоре версии для SNES журнал EGM назвал игру «одним из лучших файтингов, портированных на SNES», и присвоил ей звание «Игра месяца». GamePro дал версии для SNES более сдержанную оценку, положительно сравнивая её с предшественницей, но отмечая, что графика уступает версии для Neo Geo, звуковое сопровождение неудовлетворительное, управление ненадёжное, а игровой баланс нарушен. Издание рекомендовало поклонникам Fatal Fury дождаться готовящегося порта Fatal Fury Special на SNES, который, судя по пре-релизной версии, представлялся критикам значительно более качественным.